# Звоны (вокально-инструментальный ансамбль)
Звоны — вокально-инструментальный ансамбль, созданный в 1996 году. В настоящее время — Муниципальное автономное учреждение города Абакана «Ансамбль „Звоны“».

## История
В середине 90-х годов, в Хакасской республиканской филармонии (ныне — Хакасская республиканская филармония им. В. Г. Чаптыкова) существовал ансамбль русских народных инструментов «Ладо» (первый руководитель — композитор, заслуженный деятель искусств России, заслуженный деятель искусств Республики Алтай, профессор Института искусств ХГУ имени Н. Ф. Катанова Павел Михайлович Ким). Творчество коллектива пользовалось успехом у публики. Тем не менее, в 1996 году артисты ансамбля попали под оптимизацию и были уволены из филармонии. В мае 1996 года в инициативная группа музыкантов, бывших артистов филармонического ансамбля, собралась, чтобы создать новый коллектив. Так образовался ансамбль «Звоны», уникальный для города Абакана профессиональный коллектив, занимающийся пропагандой русской народной вокальной, инструментальной музыки и русского фольклора (основатель и первый руководитель — Лашкин Геннадий Михайлович, заслуженный работник культуры Республики Хакасия). В 1997 году, постановлением мэра города Абакана был создан муниципальный фольклорный ансамбль «Звоны».
С 2010 года — Муниципальное автономное учреждение города Абакана "Ансамбль «Звоны»
В настоящее время, коллектив является лауреатом фестивалей и конкурсов различного уровня, среди которых Международный фестиваль этнической музыки «Саянское кольцо −2007», Международный Маланинский фестиваль (2015 г., город Новосибирск) и другие. В 2017 году при коллективе создана Детская фольклорная студия, с которой работают артисты ансамбля «Звоны».
С 2014 года коллективом и учреждением руководит сын Геннадий Лашкина — Дмитрий Лашкин.